# Mentore Maggini
Mentore Maggini (Empoli, 6 de febrero de 1890 - 8 de mayo de 1941) fue un astrónomo italiano reconocido por sus investigaciones sobre las
estrellas binarias y en la elaboración de mapas de Marte, cuyo trabajo se compiló y publicó en 1939 bajo el título Il pianeta Marte.  Fue director del Osservatorio astronomico di Collurania desde 1926. En 1973, al Unión Astronómica Internacional aprobó poner su apellido en un cráter del planeta Marte, conocido como Maggini.
- Datos: Q3854764